# Arena Football League 1991
Die Arena-Football-League-Saison 1991 war die fünfte Saison der Arena Football League (AFL). Ligameister wurden die Tampa Bay Storm, die die Detroit Drive im ArenaBowl V bezwangen.

## Teilnehmende Mannschaften
| Anzahl Mannschaften | 8                                                                            |
| ------------------- | ---------------------------------------------------------------------------- |
| Neu in der Liga     | Tampa Bay Storm, New Orleans Night, Columbus Thunderbolts, Orlando Predators |
| Ausgeschieden       | Washington Commandos, Pittsburgh Gladiators                                  |

## Regular Season
| x-Detroit Drive       | 9 | 1  | 0 | .900 | 437 | 262 |
| y-Tampa Bay Storm     | 8 | 2  | 0 | .800 | 421 | 309 |
| y-Denver Dynamite     | 6 | 4  | 0 | .600 | 389 | 365 |
| y-Albany Firebirds    | 6 | 4  | 0 | .600 | 427 | 342 |
| New Orleans Night     | 4 | 6  | 0 | .400 | 314 | 401 |
| Dallas Texans         | 4 | 6  | 0 | .400 | 286 | 334 |
| Orlando Predators     | 3 | 7  | 0 | .300 | 321 | 363 |
| Columbus Thunderbolts | 0 | 10 | 0 | .000 | 241 | 460 |

Legende:
| Siege              | Niederlagen           | Unentschieden        | SQ gewonnene Spiele (relativ) |
| P+ gemachte Punkte | P- gegnerische Punkte | x = Conference-Titel | y = Playoffs erreicht         |

## Playoffs
|  | Halbfinale | Halbfinale | Halbfinale |  |  | ArenaBowl V | ArenaBowl V | ArenaBowl V |
|  |            |            |            |  |  |             |             |             |
|  |            |            |            |  |  |             |             |             |
|  | 1          | Detroit    | 37         |  |  |             |             |             |
|  | 4          | Albany     | 35         |  |  |             |             |             |
|  |            |            |            |  |  | 1           | Detroit     | 42          |
|  |            |            |            |  |  | 2           | Tampa Bay   | 48          |
|  | 2          | Tampa Bay  | 40         |  |  |             |             |             |
|  | 3          | Denver     | 13         |  |  |             |             |             |
|  |            |            |            |  |  |             |             |             |

### ArenaBowl V
Der ArenaBowl V wurde am 17. August 1991 in der Joe Louis Arena in Detroit, Michigan, ausgetragen. Das Spiel verfolgten 20.357 Zuschauer.
ArenaBowl MVP wurde Stevie Thomas (Tampa Bay Storm).
| ArenaBowl IV | ArenaBowl IV    | ArenaBowl IV |
| ------------ | --------------- | ------------ |
| 1            | Detroit Drive   | 42           |
| 2            | Tampa Bay Storm | 48           |

## Regular Season Awards
| Award                | Gewinner        | Position                     | Team              |
| -------------------- | --------------- | ---------------------------- | ----------------- |
| Most Valuable Player | George LaFrance | Wide Receiver/Defensive Back | Detroit Drive     |
| Ironman of the Year  | Milton Barney   | Wide Receiver/Defensive Back | New Orleans Night |
| Coach of the Year    | Fran Curci      | Head Coach                   | Tampa Bay Storm   |

## Zuschauertabelle
| Team                  | Zuschauerschnitt |
| --------------------- | ---------------- |
| Albany Firebirds      | 11.005           |
| Columbus Thunderbolts | 3.948            |
| Dallas Texans         | 7.796            |
| Denver Dynamite       | 6.207            |
| Detroit Drive         | 15.555           |
| New Orleans Night     | 8.207            |
| Orlando Predators     | 12.192           |
| Tampa Bay Storm       | 17.094           |
| Ligadurchschnitt      | 10.250           |